# Nice VB
Nice Volley-Ball  (Nice VB ) – francuski męski klub siatkarski, powstały w 1976 r. w Nicei. Obecnie występuje w Ligue A.
W latach 1998–2001 występował w drużynie Laurent Tillie. Obecny trener reprezentacji Francji.

## Sukcesy
Mistrzostwo Ligue B:
- 1995, 2016
- 2014, 2015
- 2009

## Kadra

### Sezon2017/2018
| Nr | Imię i nazwisko    | Data ur. | Wzrost | Pozycja      |
| -- | ------------------ | -------- | ------ | ------------ |
| 2  | Gojko Ćuk          | 1988     | 209    | środkowy     |
| 5  | Iwan Kolew         | 1987     | 197    | przyjmujący  |
| 6  | Lukas Demar        | 1996     | 190    | atakujący    |
| 8  | Wasyl Tupczij      | 1992     | 196    | atakujący    |
| 10 | Yoann Jaumel       | 1987     | 183    | rozgrywający |
| 11 | Danijel Koncilja   | 1990     | 201    | środkowy     |
| 12 | Fran Novotni-Kasic | 1997     | 197    | rozgrywający |
| 14 | Adam Bartoš        | 1992     | 198    | przyjmujący  |
| 16 | Yousri Anegay      | 1996     | 200    | środkowy     |
| 17 | Władisław Iwanow   | 1987     | 188    | libero       |
| 20 | Dawid Woch         | 1997     | 198    | środkowy     |

### Sezon2016/2017
| Nr | Imię i nazwisko    | Data ur. | Wzrost | Pozycja      |
| -- | ------------------ | -------- | ------ | ------------ |
| 1  | Fran Novotni-Kasic | 1997     | 197    | rozgrywający |
| 2  | Gojko Ćuk          | 1988     | 209    | środkowy     |
| 4  | Jelle Ribbens      | 1992     | 187    | libero       |
| 5  | Iwan Kolew         | 1987     | 197    | przyjmujący  |
| 6  | Miloš Terzić       | 1987     | 202    | przyjmujący  |
| 8  | Hermans Egleskalns | 1990     | 202    | atakujący    |
| 9  | Corentin Rodolfo   | 1995     | 190    | przyjmujący  |
| 10 | Hugo Possamai      | 1997     | 189    | atakujący    |
| 11 | Rusmir Halilović   | 1986     | 192    | rozgrywający |
| 14 | Romain Boutelière  | 1993     | 191    | przyjmujący  |
| 15 | Mirko Radević      | 1987     | 202    | środkowy     |
| 18 | Philippe Tuitoga   | 1990     | 202    | środkowy     |
| 20 | Yoann Jaumel       | 1987     | 183    | rozgrywający |